# Décarbonation de l'agriculture en France
La décarbonation de l'agriculture en France  est l'ensemble des mesures et des techniques permettant de réduire les émissions de gaz à effet de serre (GES) dans le secteur de l'agriculture en France. Il s’agit d’un des axes de la décarbonation de la France et un des défis de la neutralité carbone en 2050. 
Le total des émissions directes de GES du secteur agricole représentait, en 2021, 18,4 % des émissions totales de la France. L’essentiel des émissions directes (87 %) est constitué d’émissions de méthane (44,8 %), principalement liées à l’élevage, et de protoxyde d’azote (42,6 %), principalement liées à la fertilisation azotée alors que les énergies fossiles utilisées par l’agriculture, pétrole et gaz essentiellement, correspondent à 11 % des émissions de GES du secteur agricole.

## Descriptif du secteur

### Impacts du changement climatique sur le monde agricole
Le dérèglement climatique constitue un défi majeur pour l’autonomie alimentaire de la France, que seul, à terme, un modèle d’agriculture soutenable pourra garantir. Les menaces sont de plusieurs ordres : 
- la multiplication des aléas et risques climatiques (épisodes de gel, canicules, inondations, etc.) a un effet important sur les pertes de récolte. Ainsi, selon l'Institut Montaigne, « les pertes de récoltes liées aux sécheresses auraient été multipliées par trois entre 1961 et 2018 en Union européenne » ;
- l’augmentation de la température se traduit par une baisse des rendements – on estime que l’augmentation d’un degré de la température mondiale moyenne se traduit par une baisse d’environ 6 % de rendement du blé, 3,2 % pour le riz et 7,4 % pour le maïs. Selon certaines études, le facteur climatique expliquerait entre 30 et 70 % de la stagnation du rendement du blé tendre en France ;
- les besoins en eau augmentent alors qu'en parallèle les ressources diminuent ;
- le calendrier des récoltes est également bouleversé.

### Évolution des émissions de gaz à effet de serre par secteur
Le CITEPA, chargé par le  Ministère de la Transition écologique et solidaire de la réalisation des inventaires nationaux d'émissions de polluants atmosphériques et de gaz à effet de serre, décompose le secteur en trois sous-secteurs et 11 rubriques :
|                               |                                               | Évolution eqCO2 1990-2021 |
| ----------------------------- | --------------------------------------------- | ------------------------- |
| Elevage                       | Bovins                                        | 5 %                       |
| Elevage                       | Porcins                                       | 14 %                      |
| Elevage                       | Volailles                                     | 4 %                       |
| Elevage                       | Autres émissions de l'élevage                 | -25 %                     |
| Culture                       | Engrais et amendements minéraux               | -22 %                     |
| Culture                       | Engrais et amendements organiques             | -3 %                      |
| Culture                       | Pâture                                        | -16 %                     |
| Culture                       | Brûlage de résidus agricoles                  | -64 %                     |
| Culture                       | Autres émissions des cultures                 | -5 %                      |
| Engins, moteurs et chaudières | Engins, moteurs et chaudières en agriculture  | -4 %                      |
| Engins, moteurs et chaudières | Engins, moteurs et chaudières en sylviculture | 10 %                      |

### Évolution des cheptels
|                  | 1990    | 2020    | % 1990/2020 |
| ---------------- | ------- | ------- | ----------- |
| Vaches laitières | 5 303   | 3 400   | -36 %       |
| Autres bovins    | 16 097  | 14 301  | -11 %       |
| Porcins          | 12 254  | 13 149  | 7 %         |
| Ovins            | 11 334  | 6 909   | -39 %       |
| Caprins          | 1 233   | 1 354   | 10 %        |
| Equidés          | 424     | 544     | 29 %        |
| Volailles        | 267 166 | 292 111 | 9 %         |
| Lapines          | 2 162   | 614     | -72 %       |

## Émission de gaz à effets de serre du secteur de la production de l'agriculture

### Part de l'agriculture dans les émissions de GES

Évolution des gaz à effet de serre émis par le secteur de l'agriculture/sylviculture en France entre 1990 et 2022.

Les émissions territoriales de l’agriculture excluent les émissions en amont et en aval des activités agricoles, comme la fabrication des engrais, le transport de marchandises, ou encore la production d’énergie à partir de déchets agricoles, qui sont respectivement rapportées avec les secteurs de l’industrie, du transport et de l’énergie. Par ailleurs, elles ne prennent pas en compte les émissions liées aux importations.

## Stratégie nationale
La stratégie nationale bas carbone (SNBC) est l'outil de pilotage pour animer et suivre la politique de décarbonation de l'économie française et de transformation de son modèle énergétique. Elle se décline pour chacun des 6 grands secteurs de l'économie, notamment l'agriculture, et est actualisée tous les quatre ans. 

### SNBC 1 (2015)
| Période   | en Mt éqCO2 |
| --------- | ----------- |
| 2015-2028 | 86          |
| 2019-2023 | 83          |
| 2024-2028 | 480         |

L’objectif défini dans la SNBC 1 pour atteindre le facteur 4 de réduction à l’horizon 2050 par rapport à 1990 tous secteurs confondus. La stratégie concernant l'agriculture est introduite par un préambule ptécisant que les orientations générales doivent être considérées avec pragmatisme, nécessitant d’être adaptées à l’échelle des filières, le cas échéant à l’échelle régionale. Trois axes sont définis :
- Orienter les systèmes de production agricole vers l'agro-écologie. Les objectifs principaux consistent à diminuer les émissions de N2O, en agissant sur les apports de fertilisants azotés, à diminuer les émissions de CH4 essentiellement par la valorisation des effluents pour produire de l'énergie, et en agissant sur les rations alimentaires des ruminants, à stocker du carbone dans les sols et la biomasse, et à substituer des émissions d’origine fossile par une valorisation de la biomasse ;
- Prendre en compte des enjeux liés à l'alimentation ;
- Anticiper les effets croisés avec d’autres secteurs.

Le secteur de l’agriculture a respecté son premier budget carbone indicatif (2015-2018).

### SNBC 2 (2019)
| Période   | Décret 2020 | Réajusté 2022 |
| --------- | ----------- | ------------- |
| 2019-2023 | 82          | 80            |
| 2024-2028 | 77          | 75            |
| 2029-2033 | 72          | 70            |

Les budgets carbone des périodes 2019-2023, 2024-2028 et 2029-2033 sont fixés dans le décret du 21 avril 2020 respectivement à 82, 77 et 72 Mt de eqCO2 par an. Depuis la publication de ce décret, des changements méthodologiques ont été apportés à l’inventaire national des émissions de gaz à effet de serre, conduisant à arrêter en 2022 ces budgets carbone annuels ajustés respectivement à 80, 75 et 70 Mt de CO2eq par an,.
Les résultats demeurent sous les seuils indicatifs pour le deuxième budget carbone (2019-2023). Ces évolutions doivent cependant être nuancées car l’agriculture est le secteur ayant la cible de réduction d’émissions la plus faible et cette baisse des émissions résulte principalement de facteurs socio-économiques extérieurs à l’action publique.